# Wolfenstein: The New Order
Wolfenstein: The New Order ist ein Computerspiel und offizieller Nachfolger von Wolfenstein. Der Ego-Shooter wurde vom schwedischen Entwicklerstudio MachineGames, einem Tochterunternehmen des US-amerikanischen Spieleherstellers ZeniMax Media, entwickelt und am 20. Mai 2014 über dessen Publishingtochter Bethesda Softworks veröffentlicht.

## Handlung
Anders als die Vorgänger Wolfenstein 3D (1992), Return to Castle Wolfenstein (2001) und Wolfenstein (2009) ist Wolfenstein: The New Order nicht mehr im Zweiten Weltkrieg angesiedelt, sondern führt die Geschichte um den Protagonisten B.J. Blazkowicz im Jahre 1960 fort. Der US-Soldat lag 14 Jahre im Koma und erwacht in einer von den Nationalsozialisten regierten Welt, in der deutschen Fassung lediglich als „das Regime“ bezeichnet. Er schließt sich dem Widerstand an und nimmt den Kampf gegen die Diktatur auf. The New Order thematisiert eine Alternativweltgeschichte, die vergleichbar mit den Romanen Vaterland von Robert Harris und Das Orakel vom Berge von Philip K. Dick ist.
Das Spiel beginnt mit einem Prolog, in welchem der vom Spieler gesteuerte Soldat Blazkowicz gemeinsam mit anderen Soldaten eine Inselfestung des deutschen Generals Strasse, genannt Totenkopf, stürmt. Im Verlauf der Mission wird der Spieler gefangen genommen und muss der Exekution eines Kameraden beiwohnen. Anschließend gelingt es ihm, zu fliehen. Bei der Flucht erleidet er eine Kopfverletzung und ist danach für rund 15 Jahre sprechunfähig auf einen Rollstuhl angewiesen. Er wird unerkannt in einem Sanatorium in Polen untergebracht, wo er von der Krankenschwester Anya gepflegt wird. Er erwacht erst wieder, als NS-Truppen in das Sanatorium eindringen, den betreibenden Mediziner töten und die meisten Patienten exekutieren. Dem Spieler gelingt mit Anya die Flucht. Er schließt sich daraufhin dem Widerstand in Berlin an. In den nachfolgenden Missionen dringt er unter anderem in ein Gefängnis, ein Konzentrationslager und eine Forschungseinrichtung in London ein. Er kommt dabei auf die Spur des Wissenschaftlers Set, der dem Geheimbund der Da’at Yichud angehört, welche über überlegene Technologie verfügen. Nach dem Sturm eines U-Boots und einem Ausflug auf den Mond gelingt es dem Spieler, den Hauptantagonisten Strasse zu stellen und zu besiegen.

## Entwicklung
Das Spiel wurde am 7. Mai 2013 angekündigt. Am selben Tag erschien ein erster Trailer. Die englischsprachige Website GameSpot und das deutsche Magazin GameStar besuchten zuvor den schwedischen Entwickler MachineGames, um exklusiv über Wolfenstein: The New Order zu berichten. Für die Grafik kommt die Spiel-Engine id Tech 5 zum Einsatz. Der Soundtrack besteht aus eingedeutschten Songs der Popkultur, die teils parodistische Züge prägt. Wolfenstein: The New Order ist der erste Teil der Reihe, bei dem id Software (Wolfenstein 3D) nicht aktiv in die Entwicklung involviert ist. Neben der Windows-Version wurde das Spiel auch für die Spielkonsolen PlayStation 3, Xbox 360, PlayStation 4 und die Xbox One entwickelt. Ursprünglich für Ende 2013 angekündigt, erschien The New Order nach einer Verschiebung am 20. Mai 2014.

### Verkaufsversionen
Wie bereits bei den Vorgängern wurde die deutschsprachige Version im Vergleich zur internationalen Fassung verändert und eindeutige Referenzen auf den Nationalsozialismus, bspw. die in Deutschland nach § 86a StGb strafbaren Kennzeichen verfassungswidriger Organisationen und der Parteiname, aus dem Spiel entfernt. Die Gewaltdarstellungen mussten für die deutsche Version, die von der USK ab 18 Jahren freigegeben wurde, laut Publisher Bethesda nicht entschärft werden. Die ungeschnittene internationale Version ließ sich von einem Internetzugang aus Deutschland nicht auf der zum Ausführen des Spiels verpflichtenden Onlineplattform Steam aktivieren oder starten. Diese ursprünglich auch für Österreich, die Schweiz, Israel und Japan gültige Beschränkung wurde am 25. Mai 2014 seitens Bethesdas für diese Länder aufgehoben. Am 22. November 2019 erschien auch die ungeschnittene internationale Version in Deutschland.

### Synchronsprecher
| Rolle                        | Englischer Sprecher | Deutscher Sprecher |
| ---------------------------- | ------------------- | ------------------ |
| B.J. Blazkowicz              | Brian Bloom         | Johannes Berenz    |
| Anya Oliwa                   | Alicja Bachleda     | Gundi Eberhard     |
| Wilhelm „Deathshead“ Strasse | Dwight Schultz      | Bodo Wolf          |
| Fergus Reid                  | Gideon Emery        | Roland Hemmo       |
| Probst Wyatt III             | A.J. Trauth         | René Dawn-Claude   |
| Caroline Becker              | Bonita Friedericy   | Katja Brügger      |
| Frau Engel                   | Nina Franoszek      | Tina Eschmann      |

Auch in der englischsprachigen Originalfassung verwenden deutschstämmige Charaktere die deutsche Sprache, weshalb zahlreiche deutschsprachige Schauspieler, darunter Nina Franoszek (Mad Men), Norbert Weisser (Breaking Bad), Torsten Voges (The Big Lebowski) und Thure Riefenstein, als Performance Capture  Darsteller und Synchronsprecher engagiert wurden. Die deutsche und polnische Sprache wird im Spiel untertitelt.

## Rezeption
GameStar vergab einen Gold-Award und eine Auszeichnung für besondere Atmosphäre. Für Petra Schmitz erinnere The New Order an einen Indiana Jones Abenteuerfilm. Es böte „exotische Schauplätze, fordernde Schießereien, fabelhafte Charaktere“. Ihr Kollege Sebastian Stange merkte an, dass das Spiel als europäische Produktion teils vom etablierten Genrestandard abweiche. Philipp Neubauer von IGN Deutschland lobte die Kombination von modernen Spielmechaniken mit althergebrachtem. Vor allem die Geschichte sei tiefgreifend, motivierend und trotz des Humors ernsthaft und glaubwürdig. Es sei eine gelungene Abwechslung zur Call of Duty Formel und erinnere mehr an Half-Life. Negativ sei jedoch fehlende Innovation und teils altbackene Grafik zu bemerken. Teils wirke es wie ein alberndes B-Movie andererseits sei es auch ein antifaschistisches Drama mit teils drastischen Szenen. Für Martin Woger von Eurogamer handele es sich um einen donnernden Ego-Shooter mit großer Spielbarkeit, der sich von den Vorgängern deutlich absetze. Michael Krosta von 4Players kritisierte vor allem die Gegner-KI. Gamereactor wurde noch deutlich kritischer und bezeichnete das Spiel als schludrig umgesetzt. Die Grafik sei altbacken, Menüs unübersichtlich, die Geräuschkulisse schwache und es gäbe Bedienprobleme etwa beim Aufsammeln von Munition.
Das Onlinemagazin GamersGlobal verglich die Fassungen und stellte nur geringe Unterschiede zwischen PC und PlayStation 4 fest. Lediglich die Umsetzung für Xbox One sei deutlich schwächer.

## Wolfenstein: The Old Blood
Im März 2015 kündigte Bethesda Softworks mit Wolfenstein: The Old Blood eine Standalone-Erweiterung für The New Order an. Das Prequel ist wie die vorherigen Serienableger im Zweiten Weltkrieg angesiedelt und spielt auf Burg Wolfenstein. Es umfasst zwei Missionen und bietet neue Waffen und Gegnertypen. The Old Blood erschien am 5. Mai 2015 als Download-Titel für Windows, die Xbox One sowie die PlayStation 4. Im deutschsprachigen Raum wird das Spiel zudem ab dem 15. Mai 2015 als Ladenversion für diese drei Plattformen angeboten. Entwickelt wurde es wie das Hauptspiel von dem schwedischen Entwickler MachineGames. Die deutsche Fassung erfuhr erneut inhaltliche Änderungen und wurde von der USK ab 18 Jahren freigegeben. Der Gewaltgrad ist unverändert.